# Huáscar Cajías
Huáscar Cajías Kauffmann (Santa Cruz de la Sierra, 7 de julio de 1921–La Paz, 2 de octubre de 1996) fue un criminólogo, filósofo, periodista, académico y diplomático boliviano; uno de los personajes más influyentes en el periodismo nacional y en la administración de la justicia, al presidir la Corte Nacional Electoral, conocida como la de “Los Notables” durante su gestión.

## Biografía
Concluyendo sus estudios escolares en Buenos Aires, Argentina, regresó a su país y estudió Derecho en la Universidad Mayor Real y Pontificia San Francisco Xavier de Chuquisaca, completó la carrera de Filosofía en la Universidad Mayor de San Andrés. Se especializó en Criminología y Derecho Penal en la Universidad de Roma, Italia y permanentemente estuvo en la búsqueda de ampliar sus conocimientos en distintos lugares de Europa, Estados Unidos y Latinoamérica. Conocía 7 idiomas, además del español: alemán, francés, inglés, italiano, portugués, griego y latín.
En año 1952 fundó el semanario y luego periódico católico Presencia, el cual dirigió por más de 25 años, ubicándolo entre los mejores del continente. Desde allí formó a grandes periodistas bolivianos y se consagró como destacado editorialista.
Incursionó en la esfera educativa en 1942, como profesor de primaria; fue miembro de la Comisión que redactó el Código de la Educación Boliviana (1955); y se enfocó en la educación superior, a la que se dedicó por medio siglo. 
Fue catedrático de Criminología y Penología y de Filosofía en la Universidad Mayor de San Andrés durante 50 años; fue Director de la Carrera de Filosofía y Letras (UMSA); catedrático de Redacción Periodística y Criminología en la Universidad Católica Boliviana y el primer Director de la Carrera de Derecho de esta casa de estudios. 
Su libro “Criminología” se convirtió en el texto de cabecera de las carreras de Derecho de Bolivia y de otras universidades de Sudamérica y le valió el Premio Nacional de Literatura de 1956.
La teología y la doctrina católicas fueron su forma de vida. Fue parte de la Juventud Católica y del Movimiento Familiar Cristiano.
Representó a Bolivia ante organismos internacionales en diversas reuniones, conferencias y juntas internacionales orientadas al abordaje de temáticas como control de drogas y lucha contra el narcotráfico, entre otras.
De 1986 a 1989 fue Embajador de Bolivia ante la Santa Sede.
Entre 1989 y 1996 (año de su fallecimiento) estuvo al frente de la Corte Nacional Electoral.
Falleció a los 75 años de edad, el 1 de octubre de 1996 en la ciudad de La Paz. El Gobierno decretó duelo nacional. El Parlamento nacional y otras instituciones a las que estuvo ligado en vida, le rindieron justo homenaje.
Su biblioteca personal, con más de 12.400 volúmenes, por varios años estuvo al servicio del público desde la Fundación Huáscar Cajías Kauffmann, y más tarde fue cedida por sus descendientes al Archivo y Biblioteca Nacionales de Bolivia para su resguardo y difusión.

## Principales cargos ocupados
- Miembro de la Sociedad Boliviana de Filosofía.
- Miembro de número de la Academia Boliviana de la Lengua.
- Miembro Honorario de la Academia de Ciencias Jurídicas.
- Fundador del periódico  “Presencia” y su director de 1952 a 1986.
- Director de la Carrera de Filosofía y Letras (UMSA).
- Director de la Carrera de Derecho (UCB).
- Presidente de la Corte Nacional Electoral (1989 – 1996).
- Miembro de varias entidades extranjeras de Ciencias Penales.
- Miembro electo de la Junta Internacional de Fiscalización de Estupefacientes (JIFE) de la ONU.
- Delegado boliviano de las reuniones que la ONU celebró en Viena para preparar el Texto de la Nueva Convención sobre control de drogas (de 1987 a 1989).
- Presidente de la Delegación Boliviana en el 33º periodo de sesiones de la Comisión de Estupefacientes.
- Embajador de Bolivia ante la Santa Sede (1986 – 1989).

## Principales reconocimientos
- Premio Internacional de Periodismo Moors-Cabot
- Premio nacional de Literatura (por su libro Criminología), 1956.
- Illimani de Oro. Julio, 1990.
- Escudo de Armas de Nuestra Señora de La Paz por Servicios Distinguidos. Octubre, 1990.
- Premio Internacional de Periodismo María Moors – Cabot (Facultad de Periodismo de la Universidad de Columbia, Estados Unidos). Octubre, 1990.
- Premio de Cultura Fundación Manuel Vicente Ballivián, 1991.
- Premio de Periodismo de la Fundación Manuel Vicente Ballivián. Junio, 1991.
- Premio Nacional de Periodismo. Asociación de Periodistas, 1994.
- Cóndor de Los Andes en el grado de Comendador. Agosto, 1996.
- Medalla de Preclaro en Primer Grado. Colegio de Abogados de la Paz. 1996.
- Premio Sánchez Bustamante de la Asociación de Periodistas de La Paz. S.F.
- Palmas Académicas de Francia. S.F.
- Gran Cruz de la Orden de Pío IX (Vaticano). S.F.
- Gran Cruz de la Orden Pro Mérito Melitense (Soberana Orden Militar de Malta). S.F.
- Orden de San Gregorio Magno (Vaticano). S.F.  *Un premio de la Asociación de Periodistas lleva su nombre: “Premio de Periodismo para las Nuevas Generaciones Huáscar Cajías”.